# Casimiro de Abreu

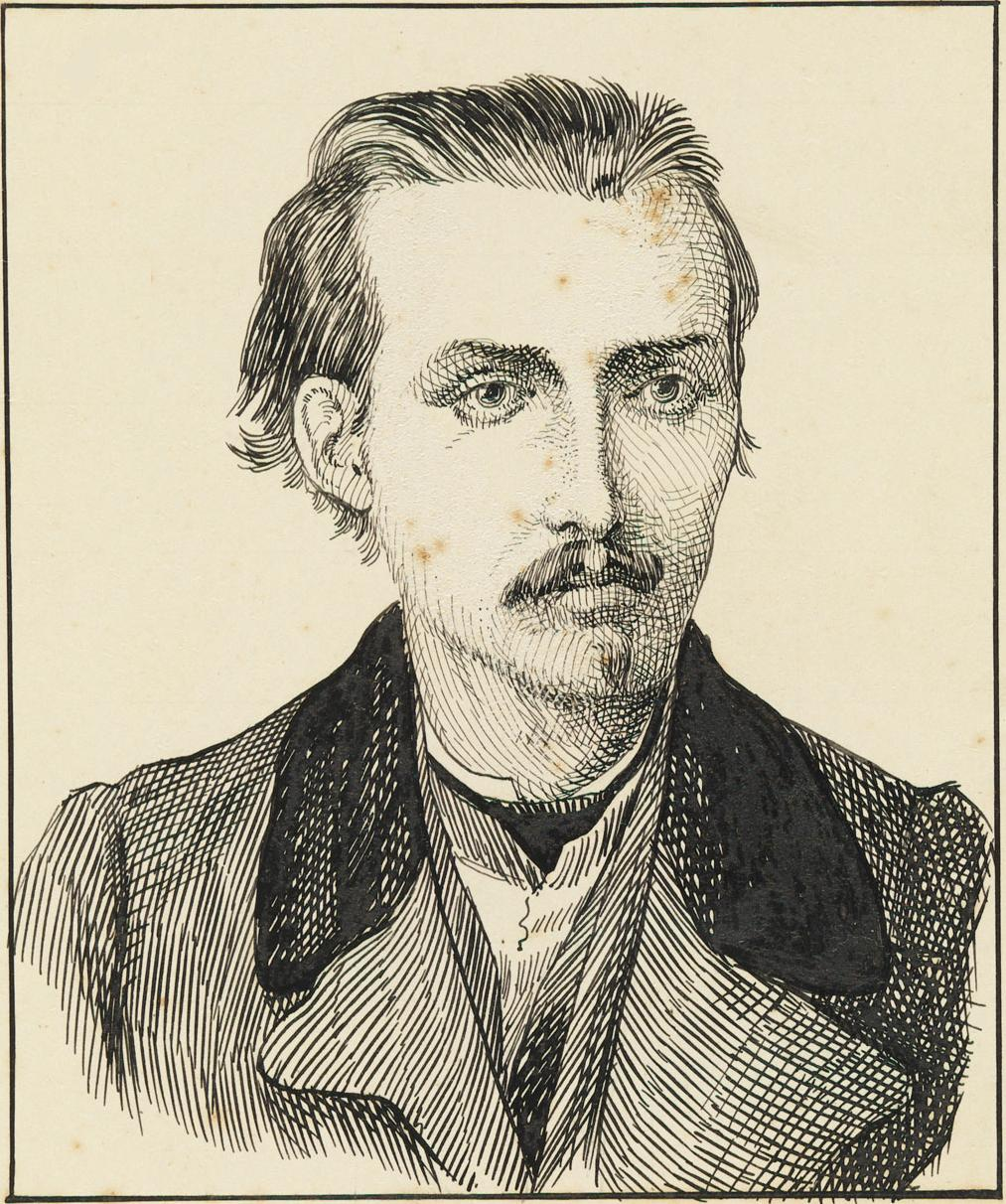
Casimiro de Abreu

Casimiro de Abreu, eigentlich José Marques Casimiro de Abreu (* 4. Januar 1839 auf der Fazenda Indaicu, Barra de São João, heute Cidade de Casimiro de Abreu, Bundesstaat Rio de Janeiro, Brasilien; † 18. Oktober 1860 in Nova Friburgo), war ein brasilianischer Lyriker, der als einer der bedeutendsten Romantiker seines Landes gilt.

## Leben
Casimiro de Abreu wurde auf einer Fazenda als Nachkomme eingewanderter Portugiesen geboren. Sein Vater war ein reicher Händler. Er studierte Handelswesen zunächst in Nova Friburgo, später in Lissabon, Portugal, wo er zwischen 1853 und 1857 lebte. Nach seinem Aufenthalt in Portugal kehrte er nach Brasilien zurück und lebte in Rio de Janeiro als Bohemien, wo er vereinzelt in diversen Zeitungen veröffentlichte.
Sein erstes und einziges Buch As primaveras, eine Sammlung seiner Lyrik, erschien 1859.
Casimiro de Abreu starb 1860 im Alter von 21 Jahren an den Folgen einer Tuberkuloseerkrankung. Seine Habseligkeiten wurden verbrannt.
Er gilt als ein bedeutender Vertreter des brasilianischen Saudosismus innerhalb der Literatur sowie als einer der größten literarischen Romantiker seines Landes.

## Ehrungen
Die Stadt Casimiro de Abreu mit 22.000 Einwohnern im Bundesstaat Rio de Janeiro wurde 1938 nach ihm benannt (sie hieß vorher Barra de São João). Sein Geburtshaus, das dort steht, wurde 1974 vollständig renoviert und ist nun ein Kulturzentrum.

## Werk
- As primaveras, 1959 (Die Frühlinge), Lyrik.

Eine Gesamtausgabe seiner Werke erschien 2010 unter dem Titel Obra completa in Rio de Janeiro.